# Bárbara Elizabeth Alí
Bárbara Elizabeth Alí (Buenos Aires, 1984) es una profesora y poeta argentina, ganadora del XXXV Premio Unicaja de Poesía en 2021.

## Trayectoria
Nació en Buenos Aires en 1984, poco después de que apareciera, en 1984, el Informe de la Comisión Nacional sobre la Desaparición de Personas, que presidió Ernesto Sábato.
En la adolescencia empezó a profundizar en la lectura, acercándose a la obra de Cortázar, Pizarnik, Hölderlin, etc., así como al cine, teatro y artes plásticas.
Estudió Profesorado y Letras en la Universidad de Buenos Aires, donde se licenció. Cursó también la Maestría en Crítica y Difusión de las Artes en la Universidad Nacional de las Artes.  Compaginó todos estos estudios universitarios con la asistencia a talleres literarios. Tras su licenciatura, comenzó a dar clases en la educación secundaria.
En 2014 obtuvo una mención en el Concurso Pablo Neruda, organizado por la Fundación Pablo Neruda y la Universidad Nacional de Córdoba, por un conjunto de poemas que más tarde formarían parten de su libro Movimiento de ida.
Participó en varias antologías de El Rayo Verde  (2015, 2016 y 2017) y en la antología de poesía Liberoamericanas (2017). En 2016 publicó La mancha de los días (Editorial Qué diría Víctor Hugo?), que tuvo una segunda edición en 2020 con la Editorial Kintsugi, Así mismo, en 2016, junto con Roxana Molinelli, realizó la antología de poetas argentinas contemporáneas Otros colores para nosotras’ (Editorial Continente). En 2019, poemas suyos fueron seleccionados para integrar la antología de poesía Apología 4 (Letras del Sur Editora). En 2020 publicó Movimiento de ida (Ediciones Deacá).
En 2021 obtuvo el Premio Unicaja de Poesía con el poemario Memoria fantasma, publicado por Pre-Textos como parte del premio.
Alí indaga en la poesía más allá de lo textual. En una entrevista reciente ella misma afirma: «la [poesía] empecé a buscar en otros espacios, justamente porque entendía que la poesía excede ampliamente los límites del texto y que podía encontrarla en el cielo, en el pasto, en el aroma del café, en una copa de vino acompañada de una buena charla, en el silencio de mi casa un sábado por la mañana, en un perro que entra corriendo al mar a comerse las olas».

## Memoria fantasma
En palabras de González Fuentes, el poemario trata «ser del “no ser”». En él indaga en las relaciones con el padre a partir de la ausencia de él, y cuya presencia trata de reconstruir a través de fragmentos. Una evocación del padre desaparecido, de ahí el título de la obra.

Ese contar algo que no se sabe muy bien lo que es, fue destacado por los miembros del jurado, que lo calificaron de:
muy libre, sorprendente, desacomplejado, algo alocado pero a la vez sostenido, con valor pero sin estridencias, compuesto de pequeños fragmentos que llevan con cierta violencia de un lugar a otro, a veces con brusquedad, a veces delicadamente. Tiene grandes momentos, zonas de transición [...] Es un poemario donde claramente sucede algo aunque no se acaba de saber con certeza qué es. 